# Black Book of the Admiralty

Le Black Book of the Admiralty (Livre noir de l'amirauté) est une compilation de la loi de l'amirauté anglaise créée au cours de plusieurs règnes de monarques anglais, y compris les décisions les plus importantes de la Haute Cour d'amirauté .   

## Histoire
Son point de départ est les Roles d'Oléron, qui ont été promulgués en 1160 par Aliénor d'Aquitaine, bien que le Livre noir soit sans aucun doute postérieur. On y lit que la Haute Cour de l'Amirauté a été établie sous le règne d'Edward   I (1272–1307), bien que des études plus récentes le situent en 1360 sous le règne d'Edouard III. Outre les Roles d'Oléron, le premier statut auquel il est fait référence est le Liber memorandorum (1338), dont une copie manuscrite séparée est disponible dans les archives de la City de Londres.

## Contenu
Le livre est écrit en vieux français et ses auteurs changent d'écriture et de ton à plusieurs reprises. La première copie manuscrite encore en vigueur date de 1450, et se trouve aux Archives nationales . Plusieurs éditions imprimées sont disponibles, dont une édition de Sir Travers Twiss, publiée en quatre volumes de 1871 à 1876 et régulièrement réimprimée, qui comprend plusieurs autres textes juridiques médiévaux ainsi que le Black Book lui-même.